# Championnat de République dominicaine de football 2020
Navigation
Édition précédente Édition suivante
La saison 2020 du championnat de République dominicaine de football est la sixième édition de la Liga Dominicana, le championnat de première division en République dominicaine.
Les huit meilleures équipes de l'île sont regroupées au sein de deux poules de quatre clubs où elles affrontent à deux reprises les équipes de leur groupe. Les trois premiers de chacune des poules se qualifient pour la phase finale, composée d'un tour de barrage, de demi-finales et de la finale. Il n'y a ni promotion, ni relégation en fin de saison.
C'est l'Universidad O&M qui triomphe en finale face à Delfines del Este. Il s’agit du premier titre de champion de République dominicaine de l’histoire du club. Les deux équipes sont qualifiées pour le Championnat des clubs caribéens de la CONCACAF 2021.
Cette édition 2020 est marquée par la pandémie de Covid-19 qui frappe le pays comme le monde entier. La ligue doit alors retarder indéfiniment le lancement de sa saison 2020 initialement prévu pour mars avec une saison régulière, la Liguilla et la finale. Le début de cette saison est reporté à plusieurs reprises avant que le feu vert ne soit donné à la fin du mois de septembre pour un premier botté le 9 octobre 2020 avec un format revisité pour conclure l'exercice avant la fin de l'année civile.

## Les équipes participantes
Après une saison 2019 jouée avec onze équipes, la non-participation du Moca FC, de l'Atlético de San Francisco et du Club Barcelona Atlético, réduit le nombre de participants à huit en 2020.
| \| Cibao Vega Real O&M Pantoja Atlántico Pantoja Jarabacoa Delfines del Este San Cristóbal \| Localisation des équipes engagées. |
| Cibao Vega Real O&M Pantoja Atlántico Pantoja Jarabacoa Delfines del Este San Cristóbal                                          |

| Équipe                 | Classement 2019 | Ville                      | Stade                               |
| ---------------------- | --------------- | -------------------------- | ----------------------------------- |
| Atlético Pantoja       | Champion        | Saint-Domingue             | Stade olympique Félix-Sánchez       |
| Cibao FC               | Finaliste       | Santiago de los Caballeros | Stade du Cibao FC                   |
| Pantoja FC             | 3e              | Sosúa                      | Stade Leonel Plácido                |
| Jarabacoa FC           | 3e              | Jarabacoa                  | Stade olympique de La Vega          |
| Atlético Vega Real     | 5e              | La Vega                    | Stade olympique de La Vega          |
| Universidad O&M        | 6e              | Saint-Domingue             | Stade olympique Félix-Sánchez       |
| Atlántico FC           | 8e              | Puerto Plata               | Stade Leonel Plácido                |
| Delfines del Este      | 10e             | La Romana                  | Stade panaméricain de San Cristóbal |
| Atlético San Cristóbal | 11e             | San Cristóbal              | Stade panaméricain de San Cristóbal |

Légende des couleurs
- Tenant du titre

## Compétition
Le barème utilisé pour établir le classement est le suivant :
- Victoire : 3 points
- Match nul : 1 point
- Défaite : 0 point

### Saison régulière
| Rang | Équipe             | Pts | J | G | N | P | Bp | Bc | Diff |
| ---- | ------------------ | --- | - | - | - | - | -- | -- | ---- |
| 1    | Cibao FC           | 11  | 6 | 3 | 2 | 1 | 11 | 5  | +6   |
| 2    | Atlántico FC       | 10  | 6 | 2 | 4 | 0 | 8  | 4  | +4   |
| 3    | Atlético Vega Real | 7   | 6 | 1 | 4 | 1 | 10 | 8  | +2   |
| 4    | Jarabacoa FC       | 2   | 6 | 0 | 2 | 4 | 3  | 15 | -12  |

| Rang | Équipe                 | Pts | J | G | N | P | Bp | Bc | Diff |
| ---- | ---------------------- | --- | - | - | - | - | -- | -- | ---- |
| 1    | Universidad O&M        | 13  | 6 | 4 | 1 | 1 | 8  | 2  | +6   |
| 2    | Delfines del Este      | 11  | 6 | 3 | 2 | 1 | 8  | 8  | 0    |
| 3    | Atlético San Cristóbal | 6   | 6 | 2 | 0 | 4 | 8  | 12 | -4   |
| 4    | Atlético Pantoja T     | 4   | 6 | 1 | 1 | 4 | 7  | 9  | -2   |

### Phase finale
Les six équipes qualifiées sont réparties dans le tableau final d'après leur classement général, le premier de chaque groupe accédant directement aux demi-finales. Le deuxième du groupe Sud affronte le troisième du groupe Nord tandis que le deuxième du groupe Nord affronte le troisième du groupe Sud. Les quarts de finale se jouent sur une seule rencontre, l'hôte étant le deuxième de chaque groupe. L'équipe la moins bien classée accueille lors du match aller et la meilleure lors du match retour au cours des demi-finales et de la finale.
En cas d'égalité sur la somme des deux matchs et en l'absence de la règle des buts marqués à l'extérieur, deux périodes de prolongations sont jouées et une séance de tirs au but a éventuellement lieu pour départager les deux équipes.

#### Tableau
|  | Quarts de finale            | Quarts de finale            | Quarts de finale            | Quarts de finale            |                      |                      | Demi-finales           | Demi-finales           | Demi-finales           | Demi-finales           |  |  | Finale                                                               | Finale                                                               | Finale                                                               | Finale                                                               |
|  |                             |                             |                             |                             |                      |                      |                        |                        |                        |                        |  |  |                                                                      |                                                                      |                                                                      |                                                                      |
|  |                             |                             |                             |                             |                      |                      | 21 et 29 novembre 2020 | 21 et 29 novembre 2020 | 21 et 29 novembre 2020 | 21 et 29 novembre 2020 |  |  | 6 et 13 décembre 2020, Stade olympique Félix-Sánchez, Saint-Domingue | 6 et 13 décembre 2020, Stade olympique Félix-Sánchez, Saint-Domingue | 6 et 13 décembre 2020, Stade olympique Félix-Sánchez, Saint-Domingue | 6 et 13 décembre 2020, Stade olympique Félix-Sánchez, Saint-Domingue |
|  |                             |                             |                             |                             |                      |                      | 21 et 29 novembre 2020 | 21 et 29 novembre 2020 | 21 et 29 novembre 2020 | 21 et 29 novembre 2020 |  |  | 6 et 13 décembre 2020, Stade olympique Félix-Sánchez, Saint-Domingue | 6 et 13 décembre 2020, Stade olympique Félix-Sánchez, Saint-Domingue | 6 et 13 décembre 2020, Stade olympique Félix-Sánchez, Saint-Domingue | 6 et 13 décembre 2020, Stade olympique Félix-Sánchez, Saint-Domingue |
|  |                             |                             |                             |                             |                      |                      | 21 et 29 novembre 2020 | 21 et 29 novembre 2020 | 21 et 29 novembre 2020 | 21 et 29 novembre 2020 |  |  | 6 et 13 décembre 2020, Stade olympique Félix-Sánchez, Saint-Domingue | 6 et 13 décembre 2020, Stade olympique Félix-Sánchez, Saint-Domingue | 6 et 13 décembre 2020, Stade olympique Félix-Sánchez, Saint-Domingue | 6 et 13 décembre 2020, Stade olympique Félix-Sánchez, Saint-Domingue |
|  |                             |                             |                             |                             |                      |                      | 21 et 29 novembre 2020 | 21 et 29 novembre 2020 | 21 et 29 novembre 2020 | 21 et 29 novembre 2020 |  |  | 6 et 13 décembre 2020, Stade olympique Félix-Sánchez, Saint-Domingue | 6 et 13 décembre 2020, Stade olympique Félix-Sánchez, Saint-Domingue | 6 et 13 décembre 2020, Stade olympique Félix-Sánchez, Saint-Domingue | 6 et 13 décembre 2020, Stade olympique Félix-Sánchez, Saint-Domingue |
|  |                             |                             |                             |                             |                      |                      | 21 et 29 novembre 2020 | 21 et 29 novembre 2020 | 21 et 29 novembre 2020 | 21 et 29 novembre 2020 |  |  | 6 et 13 décembre 2020, Stade olympique Félix-Sánchez, Saint-Domingue | 6 et 13 décembre 2020, Stade olympique Félix-Sánchez, Saint-Domingue | 6 et 13 décembre 2020, Stade olympique Félix-Sánchez, Saint-Domingue | 6 et 13 décembre 2020, Stade olympique Félix-Sánchez, Saint-Domingue |
|  | (1B) Universidad O&M        | (1B) Universidad O&M        | 3                           | 2                           |                      |                      |                        |                        |                        |                        |  |  | 6 et 13 décembre 2020, Stade olympique Félix-Sánchez, Saint-Domingue | 6 et 13 décembre 2020, Stade olympique Félix-Sánchez, Saint-Domingue | 6 et 13 décembre 2020, Stade olympique Félix-Sánchez, Saint-Domingue | 6 et 13 décembre 2020, Stade olympique Félix-Sánchez, Saint-Domingue |
|  | (1B) Universidad O&M        | (1B) Universidad O&M        | 3                           | 2                           | 14 novembre 2020     |                      |                        |                        |                        |                        |  |  | 6 et 13 décembre 2020, Stade olympique Félix-Sánchez, Saint-Domingue | 6 et 13 décembre 2020, Stade olympique Félix-Sánchez, Saint-Domingue | 6 et 13 décembre 2020, Stade olympique Félix-Sánchez, Saint-Domingue | 6 et 13 décembre 2020, Stade olympique Félix-Sánchez, Saint-Domingue |
|  |                             |                             | (3B) Atlético San Cristóbal | (3B) Atlético San Cristóbal | 0                    | 1                    |                        |                        |                        |                        |  |  | 6 et 13 décembre 2020, Stade olympique Félix-Sánchez, Saint-Domingue | 6 et 13 décembre 2020, Stade olympique Félix-Sánchez, Saint-Domingue | 6 et 13 décembre 2020, Stade olympique Félix-Sánchez, Saint-Domingue | 6 et 13 décembre 2020, Stade olympique Félix-Sánchez, Saint-Domingue |
|  | (2A) Atlántico FC           | (2A) Atlántico FC           | (3B) Atlético San Cristóbal | (3B) Atlético San Cristóbal | 0                    | 1                    | 1                      | 1                      |                        |                        |  |  | 6 et 13 décembre 2020, Stade olympique Félix-Sánchez, Saint-Domingue | 6 et 13 décembre 2020, Stade olympique Félix-Sánchez, Saint-Domingue | 6 et 13 décembre 2020, Stade olympique Félix-Sánchez, Saint-Domingue | 6 et 13 décembre 2020, Stade olympique Félix-Sánchez, Saint-Domingue |
|  | (2A) Atlántico FC           | (2A) Atlántico FC           | 22 et 28 novembre 2020      |                             |                      |                      | 1                      | 1                      |                        |                        |  |  | 6 et 13 décembre 2020, Stade olympique Félix-Sánchez, Saint-Domingue | 6 et 13 décembre 2020, Stade olympique Félix-Sánchez, Saint-Domingue | 6 et 13 décembre 2020, Stade olympique Félix-Sánchez, Saint-Domingue | 6 et 13 décembre 2020, Stade olympique Félix-Sánchez, Saint-Domingue |
|  | (3B) Atlético San Cristóbal | (3B) Atlético San Cristóbal | 3                           | 3                           |                      |                      |                        |                        |                        |                        |  |  | 6 et 13 décembre 2020, Stade olympique Félix-Sánchez, Saint-Domingue | 6 et 13 décembre 2020, Stade olympique Félix-Sánchez, Saint-Domingue | 6 et 13 décembre 2020, Stade olympique Félix-Sánchez, Saint-Domingue | 6 et 13 décembre 2020, Stade olympique Félix-Sánchez, Saint-Domingue |
|  | (3B) Atlético San Cristóbal | (3B) Atlético San Cristóbal | 3                           | 3                           | (1B) Universidad O&M | (1B) Universidad O&M | 2                      | 2                      |                        |                        |  |  |                                                                      |                                                                      |                                                                      |                                                                      |
|  |                             |                             |                             |                             | (1B) Universidad O&M | (1B) Universidad O&M | 2                      | 2                      |                        |                        |  |  |                                                                      |                                                                      |                                                                      |                                                                      |
|  |                             |                             | (2B) Delfines del Este      | (2B) Delfines del Este      | 0                    | 1                    |                        |                        |                        |                        |  |  |                                                                      |                                                                      |                                                                      |                                                                      |
|  |                             |                             |                             |                             | 0                    | 1                    |                        |                        |                        |                        |  |  |                                                                      |                                                                      |                                                                      |                                                                      |
|  |                             |                             |                             |                             |                      |                      |                        |                        |                        |                        |  |  |                                                                      |                                                                      |                                                                      |                                                                      |
|  |                             |                             |                             |                             |                      |                      |                        |                        |                        |                        |  |  |                                                                      |                                                                      |                                                                      |                                                                      |
|  | (1A) Cibao FC               | (1A) Cibao FC               | 1                           | 0                           |                      |                      |                        |                        |                        |                        |  |  |                                                                      |                                                                      |                                                                      |                                                                      |
|  | (1A) Cibao FC               | (1A) Cibao FC               | 1                           | 0                           | 15 novembre 2020     |                      |                        |                        |                        |                        |  |  |                                                                      |                                                                      |                                                                      |                                                                      |
|  |                             |                             | (2B) Delfines del Este      | (2B) Delfines del Este      | 2                    | 1                    |                        |                        |                        |                        |  |  |                                                                      |                                                                      |                                                                      |                                                                      |
|  | (2B) Delfines del Este      | (2B) Delfines del Este      | (2B) Delfines del Este      | (2B) Delfines del Este      | 2                    | 1                    | 2                      | 2                      |                        |                        |  |  |                                                                      |                                                                      |                                                                      |                                                                      |
|  | (2B) Delfines del Este      | (2B) Delfines del Este      |                             |                             |                      |                      |                        | 2                      |                        |                        |  |  |                                                                      |                                                                      |                                                                      |                                                                      |
|  | (3A) Atlético Vega Real     | (3A) Atlético Vega Real     | 1                           | 1                           |                      |                      |                        |                        |                        |                        |  |  |                                                                      |                                                                      |                                                                      |                                                                      |
|  | (3A) Atlético Vega Real     | (3A) Atlético Vega Real     | 1                           | 1                           |                      |                      |                        |                        |                        |                        |  |  |                                                                      |                                                                      |                                                                      |                                                                      |
|  |                             |                             |                             |                             |                      |                      |                        |                        |                        |                        |  |  |                                                                      |                                                                      |                                                                      |                                                                      |

#### Quarts de finale
| Équipe            | Résultat | Équipe                 | Commentaire |
| Atlántico FC      | 1-3      | Atlético San Cristóbal |             |
| Delfines del Este | 2-1      | Atlético Vega Real     |             |

#### Demi-finale
| Équipe          | Aller | Retour | Équipe                 | Commentaire |
| Universidad O&M | 3-0   | 2-1    | Atlético San Cristóbal |             |
| Cibao FC        | 1-2   | 0-1    | Delfines del Este      |             |

#### Finale
| Aller           | Delfines del Este | 0 - 2   | Universidad O&M         | Stade olympique Félix-Sánchez, Saint-Domingue |  |
| 6 décembre 2020 |                   | (0 - 2) | 22e 29e Domingo Peralta |                                               |  |
| 6 décembre 2020 | Rapport           |         |                         |                                               |  |

| Retour           | Universidad O&M       | 2 - 1   | Delfines del Este | Stade olympique Félix-Sánchez, Saint-Domingue |  |
| 13 décembre 2020 | Daniel Jamesley 7e 9e | (2 - 1) | 6e Juan Díaz      |                                               |  |
| 13 décembre 2020 | Rapport               |         |                   |                                               |  |

| Vainqueur de la Liga Dominicana 2020 Universidad O&M 1er titre |

## Statistiques

### Meilleurs buteurs
Voici un tableau des meilleurs buteurs du championnat lors de l'édition 2020.
| Rang | Nom                | Équipe                 | Buts |
| 1    | Jamesley Daniel    | Universidad O&M        | 7    |
| 2    | Charles Hérold Jr. | Cibao FC               | 5    |
| 2    | Jayro Jean         | Atlético San Cristóbal | 5    |
| 4    | Pablo Marisi       | Atlético Vega Real     | 4    |
| 4    | Germán Sosa        | Cibao FC               | 4    |
| 4    | Juan Vélez         | Delfines del Este      | 4    |

## Bilan de la saison
| Championnat de République dominicaine de football 2020 |                             |
| Champion                                               | Universidad O&M (1er titre) |
| Dauphin                                                | Delfines del Este           |
| Qualifications continentales                           |                             |
| Championnat des clubs caribéens de la CONCACAF 2021    | Universidad O&M             |
| Championnat des clubs caribéens de la CONCACAF 2021    | Delfines del Este           |
| Promotions et relégations                              |                             |
| Promus en Liga Dominicana                              | Aucun                       |
| Relégués                                               | Aucun                       |